# Andra andningen (film)
Andra andningen (franska: Le Deuxième Souffle) är en fransk thrillerfilm från 1966 i regi av Jean-Pierre Melville, med Lino Ventura, Paul Meurisse, Raymond Pellegrin och Christine Fabrega i huvudrollerna. Den handlar om en brottsling som planerar en sista kupp men måste tampas med förräderi och korruption. Filmen bygger på romanen med samma namn av José Giovanni. Den släpptes i Frankrike den 4 november 1966 och hade 1 919 952 besökare. Den hade svensk premiär 13 februari 1967.

## Medverkande
- Lino Ventura – Gustave Minda
- Paul Meurisse – kommissarie Blot
- Pierre Zimmer – Orloff
- Raymond Pellegrin – Paul Ricci
- Christine Fabréga – Manouche
- Paul Frankeur – kommissarie Fardiano
- Michel Constantin – Alban
- Denis Manuel – Antoine
- Jean Négroni – polismannen
- Marcel Bozzuffi – Jo Ricci
- Raymond Loyer – Jacques
- Albert Dagnant – Jeannot Franchi